# Пустовойтенко Валерій Павлович
Вале́рій Па́влович Пустово́йтенко (нар. 23 лютого 1947, с. Адамівка, Березанського району, Миколаївської області, Українська РСР, СРСР) — український політик, прем'єр-міністр України з 16 липня 1997 по 22 грудня 1999.

## Молоді роки
Народився в сім'ї колгоспників.
Закінчив Одеське ремісниче училище № 9. Навчався в Одеському політехнічному та Дніпропетровському інженерно-будівельному інститутах. Доктор технічних наук. Кандидатська дисертація «Геотехнічне обґрунтування технології будівництва підземних об'єктів в Україні» (1996). Докторська дисертація «Теорія і практика освоєння підземного простору України в умовах розвитку геотехногенних процесів» (Національна гірнича академія України, 2002).
1984–1986 — керуючий трестом «Дніпробудмеханізація».
1986–1987 — голова виконкому Бабушкінської районної ради м. Дніпро.
З 1987 р. — заступник голови виконкому Дніпропетровської міської ради.

## Початок політичної кар'єри
У березні 1990 р. обраний народним депутатом України.
У квітні — вересні 1993 — міністр Кабінету Міністрів України.
Від жовтня 1993 р. до липня 1994 р. — заступник голови кредитно-фінансового союзу «Експобанк».
Від липня 1994 р. до липня 1997 р. — міністр Кабінету Міністрів України.

## Прем'єр-міністр
Від 16 липня 1997 р. очолив Кабінет Міністрів України одразу після Лазаренка. Під його керівництвом уряд намагався активно співпрацювати в Верховною Радою, подаючи на розгляд важливі законопроєкти, необхідні для життєдіяльності країни. Його уряду вдалося забезпечити значне наповнення Держбюджету, а цінова ситуація була контрольованою і передбачуваною. Пізніше вона допомогла розвиткові вітчизняної харчової промисловості і сприяла збільшенню частки на ринку малого бізнесу. Збільшився експорт товарів та послуг.
З 1999 року — співголова Всеукраїнського об'єднання демократичних сил «Злагода».
Після другої інавгурації Президента України Л. Кучми 30 листопада 1999 р. уряд В. Пустовойтенка склав повноваження згідно з Конституцією України.

## Кар'єра після відставки з посади прем'єра
З липня 1996 по серпень 2000 року очолював Федерацію футболу України.
Після відставки зайнявся партійною роботою. Від травня 1999 р. до травня 2006 р. — голова Народно-демократичної партії.
Від 9 червня 2001 р. до 30 квітня 2002 p. — міністр транспорту України в уряді А. Кінаха.
2002–2006 — народний депутат України.
У травні 2006 р. виконував обов'язки заступника голови Київської міської держадміністрації, але на цій посаді не залишився.
З 9 квітня 2010 р. по 24 лютого 2014 р. — радник Президента України.
Член Ради старійшин (на чолі з Л. Кравчуком).
Викладає в Академії муніципального управління, працював головним радником голови спостережної ради Комерційного банку «Даніель».
Член Політради НДП.
Кавалер Міжнародного ордена Святого Станіслава.
Указом Президента України № 336/2016 від 19 серпня 2016 року нагороджений ювілейною медаллю «25 років незалежності України».

## Родина
Одружений, дружина — Ольга, сини — Сергій та В'ячеслав.

## Нагороди
- Орден князя Ярослава Мудрого ІІІ ступеня (1 грудня 2011) — за вагомий особистий внесок у розвиток вітчизняного футболу, досягнення високих спортивних результатів, багаторічну сумлінну працю та з нагоди 20-річчя Всеукраїнської спортивної громадської організації «Федерація футболу України».[12]
- Орден князя Ярослава Мудрого IV ступеня (2002)
- Орден князя Ярослава Мудрого V ступеня (1999)[13]
- Почесна відзнака Президента України (1996)[14]
- Заслужений будівельник України (1995)[15]
- Медаль «Ветеран праці»
- Медаль «10 років незалежності України»
- Почесна грамота Верховної Ради України
- Міжнародний орден Святого Станіслава І ступеня (13.05.1999)[16]
- Ювілейна медаль «25 років незалежності України» (19.08.2016)[17]